# UCI Europe Tour 2009
Navigation
Édition précédente Édition suivante
L'UCI Europe Tour 2009 est la cinquième édition de l'UCI Europe Tour, l'un des cinq circuits continentaux de cyclisme de l'Union cycliste internationale. Il est composé de plus de 300 compétitions, organisées du 21 octobre 2008 au 15 octobre 2009 en Europe. Les championnats du monde élites et moins de 23 ans disputés à Mendrisio bien que non officiellement inscrits au calendrier comptent pour le classement tout comme les championnats nationaux.
La victoire revient pour à l'Italien Giovanni Visconti, vainqueur notamment de la Coppa Agostoni, du Trophée Melinda et du Grand Prix de l'industrie et du commerce de Prato. Il succède au palmarès à son compatriote Enrico Gasparotto, il s'agit de la troisième victoire consécutive d'un Italien. Le classement par équipes est remporté pour la première fois par l'équipe française Agritubel, dont c'est la dernière saison. Les deux classements par pays sont gagnés par l'Italie (cinquième victoire de suite) et la Belgique (chez les moins de 23 ans).

## Calendrier des épreuves

### Octobre 2008
| Date | Course             | Pays   | Classe | Vainqueur     | Équipe           |
| ---- | ------------------ | ------ | ------ | ------------- | ---------------- |
| 19   | Chrono des Nations | France | 1.1    | Stef Clement  | Bouygues Telecom |
| 25   | Florence-Pistoia   | Italie | 1.1    | Andriy Grivko | Milram           |

### Février
| Date  | Course                                 | Pays     | Classe | Vainqueur           | Équipe                                          |
| ----- | -------------------------------------- | -------- | ------ | ------------------- | ----------------------------------------------- |
| 1     | Grand Prix d'ouverture La Marseillaise | France   | 1.1    | Rémi Pauriol        | Cofidis                                         |
| 4-8   | Étoile de Bessèges                     | France   | 2.1    | Thomas Voeckler     | BBox Bouygues Telecom                           |
| 7     | Grand Prix de la côte étrusque         | Italie   | 1.1    | Alessandro Petacchi | LPR Brakes-Farnese Vini                         |
| 8     | Trofeo Mallorca                        | Espagne  | 1.1    | Gert Steegmans      | Katusha                                         |
| 9     | Trofeo Cala Millor-Cala Bona           | Espagne  | 1.1    | Robbie McEwen       | Katusha                                         |
| 10    | Trofeo Pollença                        | Espagne  | 1.1    | Daniele Bennati     | Liquigas                                        |
| 11    | Trofeo Inca                            | Espagne  | 1.1    | Antonio Colom       | Katusha                                         |
| 11-15 | Tour méditerranéen                     | France   | 2.1    | Luis León Sánchez   | Caisse d'Épargne                                |
| 12    | Trofeo Calvia                          | Espagne  | 1.1    | Gerald Ciolek       | Milram                                          |
| 13-15 | Tour de la province de Grosseto        | Italie   | 2.1    | Daniele Pietropolli | LPR Brakes-Farnese Vini                         |
| 15-19 | Tour d’Andalousie                      | Espagne  | 2.1    | Joost Posthuma      | Rabobank                                        |
| 18-22 | Tour de l’Algarve                      | Portugal | 2.1    | Alberto Contador    | Astana                                          |
| 21    | Trofeo Laigueglia                      | Italie   | 1.1    | Francesco Ginanni   | Serramenti PVC Diquigiovanni-Androni Giocattoli |
| 21    | Coppa San Geo                          | Italie   | 1.2    | Davide Cimolai      | A.S.D. 2000 Venetomarchiol                      |
| 21    | Boucles du Sud Ardèche                 | France   | 1.2    | Freddy Bichot       | Agritubel                                       |
| 21-22 | Tour du Haut Var                       | France   | 2.1    | Thomas Voeckler     | BBox Bouygues Telecom                           |
| 24-28 | Tour de Sardaigne                      | Italie   | 2.1    | Daniele Bennati     | Liquigas                                        |
| 27-1  | Trois jours de Vaucluse                | France   | 2.2    | David Le Lay        | Agritubel                                       |
| 28    | Gran Premio dell'Insubria              | Suisse   | 1.1    | Francesco Ginanni   | Serramenti PVC Diquigiovanni-Androni Giocattoli |
| 28    | Beverbeek Classic                      | Belgique | 1.2    | Andreas Schillinger | Nutrixxion Sparkasse                            |
| 28    | Circuit Het Nieuwsblad                 | Belgique | 1.HC   | Thor Hushovd        | Cervélo Test                                    |

### Mars
| Date  | Course                                  | Pays       | Classe | Vainqueur           | Équipe                        |
| ----- | --------------------------------------- | ---------- | ------ | ------------------- | ----------------------------- |
| 1     | Clásica de Almería                      | Espagne    | 1.1    | Gregory Henderson   | Columbia-High Road            |
| 1     | Kuurne-Bruxelles-Kuurne                 | Belgique   | 1.1    | Tom Boonen          | Quick Step                    |
| 1     | Grand Prix de Lugano                    | Suisse     | 1.1    | Rémi Pauriol        | Cofidis                       |
| 1     | Trofeo Zssdi                            | Italie     | 1.2    | Tomislav Dančulović | Loborika                      |
| 4     | Le Samyn                                | Belgique   | 1.1    | Wouter Weylandt     | Quick Step                    |
| 4     | Tour du Frioul                          | Italie     | 1.1    | Mirco Lorenzetto    | Lampre-NGC                    |
| 4-8   | Tour de Murcie                          | Espagne    | 2.1    | Denis Menchov       | Rabobank                      |
| 6-8   | Trois Jours de Flandre-Occidentale      | Belgique   | 2.1    | Johnny Hoogerland   | Vacansoleil                   |
| 7     | Monte Paschi Eroica                     | Italie     | 1.1    | Thomas Lövkvist     | Columbia-High Road            |
| 7     | Flèche flamande                         | Belgique   | 1.2    | Jan Ghyselinck      | Beveren 2000                  |
| 8     | Poreč Trophy                            | Croatie    | 1.2    | Ole Haavardsholm    | Joker Bianchi                 |
| 8     | Trofeo Franco Balestra                  | Italie     | 1.2    | Davide Cimolai      | A.S.D. 2000 Venetomarchiol    |
| 8     | Grand Prix de la Ville de Lillers       | France     | 1.2    | Aleksejs Saramotins | Designa Køkken                |
| 12-15 | Istrian Spring Trophy                   | Croatie    | 2.2    | Mitja Mahorič       | Radenska KD Financial Point   |
| 15    | Giro del Mendrisiotto                   | Suisse     | 1.2    | Ignatas Konovalovas | Cervélo Test                  |
| 15    | Paris-Troyes                            | France     | 1.2    | Yannick Talabardon  | Besson Chaussures-Sojasun     |
| 15    | Circuit du Pays de Waes                 | Belgique   | 1.2    | Johan Coenen        | Topsport Vlaanderen-Mercator  |
| 18    | Nokere Koerse                           | Belgique   | 1.1    | Graeme Brown        | Rabobank                      |
| 20    | Classic Loire-Atlantique                | France     | 1.2    | Cyril Bessy         | Besson Chaussures-Sojasun     |
| 22    | Tour du Groene Hart                     | Pays-Bas   | 1.1    | Geert Omloop        | Palmans Cras                  |
| 22    | Grand Prix Cholet-Pays de la Loire      | France     | 1.1    | Juan José Haedo     | Saxo Bank                     |
| 22    | Grand Prix San Giuseppe                 | Italie     | 1.2    | Alessandro Malaguti | Calzaturieri Montegranaro     |
| 22    | Roue tourangelle                        | France     | 1.2    | Arnaud Molmy        | CC Nogent-sur-Oise            |
| 23-27 | Tour de Castille-et-León                | Espagne    | 2.1    | Levi Leipheimer     | Astana                        |
| 23-29 | Tour de Normandie                       | France     | 2.2    | Bram Schmitz        | Van Vliet-EBH Elshof          |
| 24-28 | Semaine internationale Coppi et Bartali | Italie     | 2.1    | Damiano Cunego      | Lampre-NGC                    |
| 25    | À travers les Flandres                  | Belgique   | 1.1    | Kevin Van Impe      | Quick Step                    |
| 25-28 | The Paths of King Nikola                | Monténégro | 2.2    | Radoslav Rogina     | Loborika                      |
| 27-29 | Grand Prix du Portugal                  | Portugal   | 2.Ncup | Sergio Henao        | Équipe nationale de Colombie  |
| 28    | Trophée Edil C                          | Italie     | 1.2    | Tomas Alberio       | Bottoli Nordelettrica Ramonda |
| 28    | Grand Prix E3                           | Belgique   | 1.HC   | Filippo Pozzato     | Katusha                       |
| 28-29 | Critérium international                 | France     | 2.HC   | Jens Voigt          | Saxo Bank                     |
| 29    | Flèche brabançonne                      | Belgique   | 1.1    | Anthony Geslin      | La Française des Jeux         |
| 29    | GP Llodio                               | Espagne    | 1.1    | Samuel Sánchez      | Euskaltel-Euskadi             |
| 31-2  | Trois Jours de La Panne                 | Belgique   | 2.HC   | Frederik Willems    | Liquigas                      |
| 31-5  | Semaine cycliste lombarde               | Italie     | 2.1    | Daniele Pietropolli | LPR Brakes-Farnese Vini       |

### Avril
| Date  | Course                                    | Pays               | Classe | Vainqueur           | Équipe                          |
| ----- | ----------------------------------------- | ------------------ | ------ | ------------------- | ------------------------------- |
| 1-5   | Tour de l'Alentejo                        | Portugal           | 2.1    | Maxime Bouet        | Agritubel                       |
| 2-5   | Cinturón a Mallorca                       | Espagne            | 2.2    | Sergio Henao        | Colombia es Pasión Coldeportes  |
| 3     | Route Adélie de Vitré                     | France             | 1.1    | Jérôme Coppel       | La Française des Jeux           |
| 3-4   | Boucle de l'Artois                        | France             | 2.2    | Sergey Firsanov     | Designa Køkken                  |
| 3-5   | Triptyque des Monts et Châteaux           | Belgique           | 2.2    | Kris Boeckmans      | Davo-Lotto-Davitamon            |
| 4     | Hel van het Mergelland                    | Pays-Bas           | 1.1    | Mauro Finetto       | CSF Group Navigare              |
| 4     | Grand Prix Miguel Indurain                | Espagne            | 1.HC   | David de la Fuente  | Fuji-Servetto                   |
| 5     | Grand Prix de Nogent-sur-Oise             | France             | 1.2    | Martin Pedersen     | Capinordic                      |
| 5     | Trofeo Banca Popolare                     | Italie             | 1.2U   | Davide Cimolai      | A.S.D. 2000 Venetomarchiol      |
| 7-10  | Circuit de la Sarthe                      | France             | 2.1    | David Le Lay        | Agritubel                       |
| 10-12 | Circuit des Ardennes                      | France             | 2.2    | Dimitri Champion    | Bretagne-Schuller               |
| 11    | Tour des Flandres espoirs                 | Belgique           | 1.Ncup | Jan Ghyselinck      | Équipe nationale de Belgique    |
| 12    | Klasika Primavera                         | Espagne            | 1.1    | Alejandro Valverde  | Caisse d'Épargne                |
| 12    | Grand Prix de Donetsk                     | Ukraine            | 1.2    | Mart Ojavee         | Club Bourgas                    |
| 12-19 | Tour de Turquie                           | Turquie            | 2.1    | Daryl Impey         | Barloworld                      |
| 13    | Tour de Drenthe                           | Pays-Bas           | 1.1    | Maurizio Biondo     | Ceramica Flaminia-Bossini Docce |
| 13    | Giro del Belvedere                        | Italie             | 1.2    | Sacha Modolo        | Zalf Désirée Fior               |
| 13    | Tour de Cologne                           | Allemagne          | 1.HC   | Martin Pedersen     | Équipe nationale du Danemark    |
| 14    | Paris-Camembert                           | France             | 1.1    | Jimmy Casper        | Besson Chaussures-Sojasun       |
| 14    | Gran Premio Palio del Recioto             | Italie             | 1.2U   | Stefano Locatelli   | Bergamasca                      |
| 14-19 | Tour du Loir-et-Cher                      | France             | 2.2    | Dmytro Kosyakov     | Katyusha Continental            |
| 15    | Grand Prix de l'Escaut                    | Belgique           | 1.HC   | Alessandro Petacchi | LPR Brakes-Farnese Vini         |
| 15    | Côte picarde                              | France             | 1.Ncup | Timofey Kritskiy    | Équipe nationale de Russie      |
| 16    | Grand Prix de Denain                      | France             | 1.1    | Jimmy Casper        | Besson Chaussures-Sojasun       |
| 16-19 | Rhône-Alpes Isère Tour                    | France             | 2.2    | Yann Huguet         | Agritubel                       |
| 18    | Tour du Finistère                         | France             | 1.1    | Dimitri Champion    | Bretagne-Schuller               |
| 18    | Liège-Bastogne-Liège espoirs              | Belgique           | 1.2U   | Rasmus Guldhammer   | Capinordic                      |
| 18    | ZLM Tour                                  | Pays-Bas           | 1.Ncup | Luke Rowe           | Équipe nationale du Royaume-Uni |
| 18    | Grand Prix Nobili Rubinetterie            | Italie             | 1.1    | Grega Bole          | Amica Chips-Knauf               |
| 19    | Tro Bro Leon                              | France             | 1.1    | Saïd Haddou         | BBox Bouygues Telecom           |
| 19    | Tour de Düren                             | Allemagne          | 1.2    | Dennis Pohl         | Kuota-Indeland                  |
| 22-25 | Tour du Trentin                           | Italie             | 2.1    | Ivan Basso          | Liquigas                        |
| 22-26 | Tour d'Estrémadure                        | Espagne            | 2.2    | José de Segovia     | Supermercados Froiz             |
| 25    | Arno Wallaard Memorial                    | Pays-Bas           | 1.2    | Lieuwe Westra       | Vacansoleil                     |
| 25    | Gran Premio della Liberazione             | Italie             | 1.2U   | Sacha Modolo        | Zalf Désirée Fior               |
| 25    | Banja Luka-Belgrade I                     | Bosnie-Herzégovine | 1.2    | Normunds Lasis      | Club Bourgas                    |
| 25-1  | Tour de Bretagne                          | France             | 2.2    | Julien Fouchard     | Côtes d'Armor-Marie Morin       |
| 26    | Tour de Hollande-Septentrionale           | Pays-Bas           | 1.1    | Theo Bos            | Rabobank Continental            |
| 26    | Tour de La Rioja                          | Espagne            | 1.1    | David García Dapena | Xacobeo Galicia                 |
| 26    | Paris - Mantes-en-Yvelines Espoirs        | France             | 1.2    | Pierre Drancourt    | ESEG Douai                      |
| 26    | East Midlands International Cicle Classic | Royaume-Uni        | 1.2    | Ian Wilkinson       | Halfords                        |
| 28-2  | Tour des Asturies                         | Espagne            | 2.1    | Francisco Mancebo   | Rock Racing                     |

### Mai
| Date  | Course                                                  | Pays       | Classe | Vainqueur            | Équipe                        |
| ----- | ------------------------------------------------------- | ---------- | ------ | -------------------- | ----------------------------- |
| 1     | Mémorial Andrzeja Trochanowskiego                       | Pologne    | 1.2    | Mateusz Taciak       | Mróz Continental              |
| 1     | Grand Prix du 1er mai                                   | Belgique   | 1.2    | Denis Flahaut        | Landbouwkrediet-Colnago       |
| 1     | Grand Prix de Francfort                                 | Allemagne  | 1.HC   | Fabian Wegmann       | Milram                        |
| 1     | Grand Prix de Francfort espoirs                         | Allemagne  | 1.2U   | Jack Bobridge        | Équipe nationale d'Australie  |
| 2     | Grand Prix de l'industrie et de l'artisanat de Larciano | Italie     | 1.1    | Daniele Callegarin   | Centri della Calzatura        |
| 2     | Grand Prix Herning                                      | Danemark   | 1.2    | René Jørgensen       | Designa Køkken                |
| 2     | Ronde van Overijssel                                    | Pays-Bas   | 1.2    | Kenny van Hummel     | Skil-Shimano                  |
| 2     | Mayor Cup                                               | Russie     | 1.2    | Mikhail Antonov      | Katyusha Continental          |
| 3     | Trophée des grimpeurs                                   | France     | 1.1    | Thomas Voeckler      | BBox Bouygues Telecom         |
| 3     | Tour de Toscane                                         | Italie     | 1.1    | Alessandro Petacchi  | LPR Brakes-Farnese Vini       |
| 3     | Subida al Naranco                                       | Espagne    | 1.1    | Romain Sicard        | Orbea                         |
| 3     | Mémorial Oleg Dyachenko                                 | Russie     | 1.2    | Mikhail Antonov      | Katyusha Continental          |
| 3     | Circuito del Porto                                      | Italie     | 1.2    | Filippo Baggio       | Bottoli Nordelettrica Ramonda |
| 5-10  | Quatre Jours de Dunkerque                               | France     | 2.HC   | Rui Costa            | Caisse d'Épargne              |
| 6-10  | Cinq anneaux de Moscou                                  | Russie     | 2.2    | Timofey Kritskiy     | Katyusha Continental          |
| 6-10  | Giro del Friuli Venezia Giulia                          | Italie     | 2.2    | Gianluca Brambilla   | Zalf Désirée Fior             |
| 8-10  | Szlakiem Grodów Piastowskich                            | Pologne    | 2.1    | Mariusz Witecki      | Mróz Continental              |
| 8-10  | Tour du Haut-Anjou                                      | France     | 2.2U   | Tejay van Garderen   | Rabobank                      |
| 9     | Scandinavian Race in Uppsala                            | Suède      | 1.2    | Jonas Aaen Jørgensen | Capinordic                    |
| 10    | Gran Premio Industrie del Marmo                         | Italie     | 1.2    | Carlos Manarelli     | De Nardi-Pasta Montegrappa    |
| 10    | Omloop der Kempen                                       | Pays-Bas   | 1.2    | Theo Bos             | Rabobank                      |
| 12    | Grand Prix de Moscou                                    | Russie     | 1.2    | Alexander Khatuntsev | Moscow                        |
| 13    | Batavus Prorace                                         | Pays-Bas   | 1.1    | Kenny van Hummel     | Skil-Shimano                  |
| 14-17 | Grand Prix Paredes Rota dos Móveis                      | Portugal   | 2.2    | Cândido Barbosa      | Palmeiras Resort-Prio         |
| 15-17 | Tour de Picardie                                        | France     | 2.1    | Lieuwe Westra        | Vacansoleil                   |
| 16    | Grand Prix Copenhagen Classic                           | Danemark   | 1.2    | Jacob Nielsen        | Glud & Marstrand Horsens      |
| 16    | Dutch Food Valley Classic                               | Pays-Bas   | 1.HC   | Kenny van Hummel     | Skil-Shimano                  |
| 17    | Tour de Rijke                                           | Pays-Bas   | 1.1    | Kenny van Hummel     | Skil-Shimano                  |
| 17-24 | FBD Insurance RÁS                                       | Irlande    | 2.2    | Simon Richardson     | Rapha Condor                  |
| 19-24 | Olympia's Tour                                          | Pays-Bas   | 2.2    | Jetse Bol            | Rabobank Continental          |
| 20-24 | Circuit de Lorraine                                     | France     | 2.1    | Matteo Carrara       | Vacansoleil                   |
| 20-24 | Flèche du Sud                                           | Luxembourg | 2.1    | Simon Zahner         | Bürgis                        |
| 21-24 | Ronde de l'Isard d'Ariège                               | France     | 2.2U   | Alexandre Geniez     | VC La Pomme Marseille         |
| 27-31 | Tour de Belgique                                        | Belgique   | 2.HC   | Lars Boom            | Rabobank                      |
| 27-31 | Tour de Bavière                                         | Allemagne  | 2.HC   | Linus Gerdemann      | Milram                        |
| 29    | Tallinn-Tartu GP                                        | Estonie    | 1.1    | Erki Pütsep          | Club Bourgas                  |
| 29-1  | Tour de Gironde                                         | France     | 2.2    | Stéphane Rossetto    | CC Nogent-sur-Oise            |
| 29-1  | Tour de Berlin                                          | Allemagne  | 2.2U   | Franz Schiewer       | LKT Brandenburg               |
| 30    | Grand Prix Kranj                                        | Slovénie   | 1.1    | Gašper Švab          | Sava                          |
| 30    | SEB Tartu GP                                            | Estonie    | 1.1    | Hannes Blank         | Continental Differdange       |
| 30    | Grand Prix de Plumelec-Morbihan                         | France     | 1.1    | Jérémie Galland      | Besson Chaussures-Sojasun     |
| 30    | Grand Prix Kooperativa                                  | Slovaquie  | 1.2    | Peter Sagan          | Dukla Trenčín Meridada        |
| 31    | Boucles de l’Aulne                                      | France     | 1.1    | Maxime Bouet         | Agritubel                     |
| 31    | Grand Prix Boka                                         | Slovaquie  | 1.2    | Juraj Sagan          | Dukla Trenčín Merida          |
| 31    | Paris-Roubaix espoirs                                   | France     | 1.2U   | Taylor Phinney       | Trek Livestrong               |
| 31    | Trofeo Città di San Vendemiano                          | Italie     | 1.2    | Alessandro Mazzi     | Zalf Désirée Fior             |

### Juin
| Date  | Course                                       | Pays       | Classe | Vainqueur           | Équipe                          |
| ----- | -------------------------------------------- | ---------- | ------ | ------------------- | ------------------------------- |
| 1     | Neuseen Classics – Rund um die Braunkohle    | Allemagne  | 1.1    | André Greipel       | Columbia-High Road              |
| 1     | Rogaland Grand Prix                          | Norvège    | 1.2    | Håvard Nybø         | Sparebanken Vest-Ridley         |
| 2     | Trofeo Alcide Degasperi                      | Italie     | 1.2    | Pavel Kochetkov     | Équipe nationale de Russie      |
| 2-7   | Bałtyk-Karkonosze Tour                       | Pologne    | 2.2    | Sergey Kolesnikov   | Moscow                          |
| 3-7   | Ringerike Grand Prix                         | Norvège    | 2.2    | Sergey Firsanov     | Designa Køkken                  |
| 3-7   | Tour de Luxembourg                           | Luxembourg | 2.HC   | Fränk Schleck       | Saxo Bank                       |
| 6     | Mémorial Marco Pantani                       | Italie     | 1.1    | Roberto Ferrari     | LPR Brakes-Farnese Vini         |
| 6     | Grand Prix de la Forêt-Noire                 | Allemagne  | 1.1    | Heinrich Haussler   | Cervélo Test                    |
| 7     | Coppa Colli Briantei Internazionale          | Italie     | 1.2    | Maurizio Anzalone   | V.C. Mendrisio                  |
| 7     | Mémorial Philippe Van Coningsloo             | Belgique   | 1.2    | Gediminas Bagdonas  | Piemonte                        |
| 7     | Coppa della Pace                             | Italie     | 1.2    | Egor Silin          | Équipe nationale de Russie      |
| 7     | Grand Prix du canton d'Argovie               | Suisse     | 1.HC   | Peter Velits        | Milram                          |
| 7-13  | Tour de Thuringe                             | Allemagne  | 2.2U   | Stefan Denifl       | Équipe nationale d'Autriche     |
| 10-16 | Circuito Montañés                            | Espagne    | 2.2    | Tejay van Garderen  | Rabobank Continental            |
| 11-14 | Grand Prix CTT Correios de Portugal          | Portugal   | 2.1    | Adrián Palomares    | Contentpolis-Ampo               |
| 11-14 | Ronde de l'Oise                              | France     | 2.2    | Steven Van Vooren   | An Post-Sean Kelly              |
| 12-14 | Delta Tour Zeeland                           | Pays-Bas   | 2.1    | Tyler Farrar        | Garmin-Slipstream               |
| 12-21 | Baby Giro                                    | Italie     | 2.2    | Cayetano Sarmiento  | Équipe nationale de Colombie    |
| 15-21 | Tour de Serbie                               | Serbie     | 2.2    | Davide Torosantucci | Centri della Calzatura          |
| 17-21 | Ster Elektrotoer                             | Pays-Bas   | 2.1    | Philippe Gilbert    | Silence-Lotto                   |
| 18-20 | Tour of Malopolska                           | Pologne    | 2.2    | Artur Detko         | DHL-Author                      |
| 18-21 | Tour de Slovénie                             | Slovénie   | 2.1    | Jakob Fuglsang      | Saxo Bank                       |
| 18-21 | Route du Sud                                 | France     | 2.1    | Przemysław Niemiec  | Miche-Silver Cross-Selle Italia |
| 18-21 | Boucles de la Mayenne                        | France     | 2.2    | Janek Tombak        | Club Bourgas                    |
| 19-21 | Tour de Mainfranken                          | Allemagne  | 2.2U   | Sebastian May       | Thüringer Energie               |
| 19-21 | Tour des Pays de Savoie                      | France     | 2.2U   | Ben Gastauer        | Chambéry CF                     |
| 21    | Raiffeisen Grand Prix                        | Autriche   | 1.2    | Markus Eibegger     | Elk Haus                        |
| 24    | Halle-Ingooigem                              | Belgique   | 1.1    | Jurgen Van de Walle | Quick Step                      |
| 24    | Internationale Wielertrofee Jong Maar Moedig | Belgique   | 1.2    | Thomas De Gendt     | Topsport Vlaanderen-Mercator    |

### Juillet
| Date  | Course                                            | Pays      | Classe | Vainqueur              | Équipe                          |
| ----- | ------------------------------------------------- | --------- | ------ | ---------------------- | ------------------------------- |
| 1-5   | Course de la Solidarité Olympique                 | Pologne   | 2.1    | Artur Krol             | Centri della Calzatura          |
| 2     | Championnats d'Europe - contre-la-montre espoirs  | Belgique  | CC     | Marcel Kittel          | Équipe nationale d'Allemagne    |
| 4     | Cronoscalata Gardone Val Trompia-Prati di Caregno | Italie    | 1.2    | Stefano Di Carlo       | Scap Foresi                     |
| 4     | Tour du Jura                                      | Suisse    | 1.2    | Roger Beuchat          | Neotel                          |
| 5     | Championnats d'Europe - course en ligne espoirs   | Belgique  | CC     | Kris Boeckmans         | Équipe nationale de Belgique    |
| 5     | Tour du Doubs                                     | France    | 1.1    | Yann Huguet            | Agritubel                       |
| 5     | Giro delle Valli Aretine                          | Italie    | 1.2    | Enrico Battaglin       | Zalf Désirée Fior               |
| 5-12  | Tour d'Autriche                                   | Autriche  | 2.HC   | Michael Albasini       | Columbia-HTC                    |
| 7     | Trofeo Città di Brescia                           | Italie    | 1.2    | Andrea Palini          | GS Gavardo Tecmor               |
| 8-12  | Grande Prémio Internacional de Torres Vedras      | Portugal  | 2.2    | Héctor Guerra          | Liberty Seguros                 |
| 10-11 | Grand Prix cycliste de Gemenc                     | Hongrie   | 2.2    | Žolt Der               | Centri della Calzatura          |
| 12    | Giro del Medio Brenta                             | Italie    | 1.2    | Christian Delle Stelle | Bottoli Nordelettrica Ramonda   |
| 17-19 | Tour de la communauté de Madrid                   | Espagne   | 2.1    | Héctor Guerra          | Liberty Seguros                 |
| 18    | Grand Prix Cristal Energie                        | France    | 1.2    | Martin Pedersen        | Capinordic                      |
| 19    | Tour de la province de Reggio de Calabre          | Italie    | 1.1    | Fortunato Baliani      | CSF Group Navigare              |
| 19    | Giro del Casentino                                | Italie    | 1.2    | Roberto Cesaro         | GS Ginestra Ceramiche           |
| 19    | Trophée des champions                             | France    | 1.2    | Tony Hurel             | Vendée U                        |
| 22-26 | Tour de Saxe                                      | Allemagne | 2.1    | Patrik Sinkewitz       | PSK Whirlpool-Author            |
| 22-26 | Brixia Tour                                       | Italie    | 2.1    | Giampaolo Caruso       | Ceramica Flaminia-Bossini Docce |
| 25    | Prueba Villafranca de Ordizia                     | Espagne   | 1.1    | Jaume Rovira           | Andorra-Grandvalira             |
| 25-26 | Grand Prix Bradlo                                 | Slovaquie | 2.2    | Nebojša Jovanović      | AC Sparta Praha                 |
| 25-27 | Kreiz Breizh Elites                               | France    | 2.2    | Antoine Dalibard       | Bretagne-Schuller               |
| 25-29 | Tour de Wallonie                                  | Belgique  | 2.HC   | Julien El Fares        | Cofidis                         |
| 26    | Gran Premio Inda                                  | Italie    | 1.2    | Pavel Kochetkov        | Équipe nationale de Russie      |
| 26    | Grand Prix de Pérenchies                          | France    | 1.2    | Robert Retschke        | Continental Differdange         |
| 28-1  | Dookola Mazowska                                  | Pologne   | 2.2    | Łukasz Bodnar          | CCC Polsat Polkowice            |
| 29-2  | Tour Alsace                                       | France    | 2.2    | Simon Zahner           | Bürgis                          |
| 29-2  | Tour du Danemark                                  | Danemark  | 2.HC   | Jakob Fuglsang         | Saxo Bank                       |
| 31    | Circuit de Getxo                                  | Espagne   | 1.1    | Koldo Fernández        | Euskaltel-Euskadi               |

### Août
| Date  | Course                                                   | Pays      | Classe | Vainqueur           | Équipe                                          |
| ----- | -------------------------------------------------------- | --------- | ------ | ------------------- | ----------------------------------------------- |
| 1     | Scandinavian Open Road Race                              | Suède     | 1.2    | Patrik Stenberg     | CykelCity                                       |
| 1     | Grand Prix P-Nívó                                        | Hongrie   | 1.2    | Uroš Silar          | Sava                                            |
| 2     | Polynormande                                             | France    | 1.1    | Matthieu Ladagnous  | La Française des Jeux                           |
| 2     | Grand Prix Betonexpressz 2000                            | Hongrie   | 1.2    | Gergely Ivanics     | Betonexpressz 2000-Limonta                      |
| 2     | Subida a Urkiola                                         | Espagne   | 1.1    | Igor Antón          | Euskaltel-Euskadi                               |
| 2     | Sparkassen Giro Bochum                                   | Allemagne | 1.1    | Mark Cavendish      | Columbia-HTC                                    |
| 2     | Giro Ciclistico del Cigno                                | Italie    | 1.2    | Paolo Ciavatta      | Monturano-Civitanova                            |
| 4-6   | Tour des Pyrénées                                        | France    | 2.2    | Fabio Duarte        | Colombia es Pasión Coldeportes                  |
| 4-8   | Tour de León                                             | Espagne   | 2.2    | David Belda         | Boyacá es Para Vivirla                          |
| 5     | Gran Premio Folignano                                    | Italie    | 1.2    | Henry Frusto        | SCAP Prefabbricati Foresi                       |
| 5-6   | Paris-Corrèze                                            | France    | 2.1    | Francisco Ventoso   | CarmioOro-A Style                               |
| 5-9   | Tour de Burgos                                           | Espagne   | 2.HC   | Alejandro Valverde  | Caisse d'Épargne                                |
| 5-16  | Tour du Portugal                                         | Portugal  | 2.HC   | Nuno Ribeiro        | Liberty Seguros                                 |
| 6     | Gran Premio Industria e Commercio Artigianato Carnaghese | Italie    | 1.1    | Francesco Ginanni   | Serramenti PVC Diquigiovanni-Androni Giocattoli |
| 7-9   | Tour de Szeklerland                                      | Roumanie  | 2.2    | Vitaliy Popkov      | ISD-Sport-Donetsk                               |
| 8     | Grand Prix de la ville de Camaiore                       | Italie    | 1.1    | Vincenzo Nibali     | Liquigas                                        |
| 9     | Trofeo Internazionale Bastianelli                        | Italie    | 1.2    | Radoslav Rogina     | Loborika                                        |
| 9-12  | Tour de l'Ain                                            | France    | 2.1    | Rein Taaramäe       | Cofidis                                         |
| 11    | Gran Premio Città di Felino                              | Italie    | 1.2    | Richie Porte        | Bedogni Monsummanese                            |
| 12-15 | Mi-août bretonne                                         | France    | 2.2    | Frederik Wilmann    | Joker Bianchi                                   |
| 14    | Puchar Ministra Obrony Narodowej                         | Pologne   | 1.2    | Bartłomiej Matysiak | CCC Polsat Polkowice                            |
| 15    | Memorial Henryka Lasaka                                  | Pologne   | 1.2    | Stefan Schäfer      | LKT Brandenburg                                 |
| 16    | Gran Premio Capodarco                                    | Italie    | 1.2    | Salvatore Mancuso   |                                                 |
| 16    | Flèche du port d'Anvers                                  | Belgique  | 1.2    | Jens-Erik Madsen    | Capinordic                                      |
| 16    | Coupe des Carpates                                       | Pologne   | 1.2    | Mathias Belka       | LKT Brandenburg                                 |
| 17    | Gara Ciclistica Montappone                               | Italie    | 1.2    | Stefano Pirazzi     | Palazzago Elledent Rad                          |
| 18    | Grand Prix de la ville de Zottegem                       | Belgique  | 1.1    | Niko Eeckhout       | An Post-Sean Kelly                              |
| 18    | Trois vallées varésines                                  | Italie    | 1.HC   | Mauro Santambrogio  | Lampre-NGC                                      |
| 18-21 | Tour du Limousin                                         | France    | 2.1    | Mathieu Perget      | Caisse d'Épargne                                |
| 19    | Coppa Agostoni                                           | Italie    | 1.1    | Giovanni Visconti   | ISD-Neri                                        |
| 19-23 | Tour d'Irlande                                           | Irlande   | 2.1    | Russell Downing     | Candi TV-Marshalls Pasta RT                     |
| 20    | Coppa Bernocchi                                          | Italie    | 1.1    | Luca Paolini        | Acqua & Sapone-Caffe Mokambo                    |
| 22    | Trophée Melinda                                          | Italie    | 1.1    | Giovanni Visconti   | ISD-Neri                                        |
| 25    | Grand Prix des Marbriers                                 | France    | 1.2    | Robert Retschke     | Continental Differdange                         |
| 25-28 | Tour du Poitou-Charentes                                 | France    | 2.1    | Gustav Larsson      | Saxo Bank                                       |
| 25-30 | Tour de la vallée d'Aoste                                | Italie    | 2.2    | Thibaut Pinot       | Équipe nationale de France                      |
| 26    | Druivenkoers Overijse                                    | Belgique  | 1.1    | Aleksejs Saramotins | Designa Køkken                                  |
| 26-30 | Grand Prix Tell                                          | Suisse    | 2.2    | Mathias Frank       | BMC Racing                                      |
| 29    | Tour de Vénétie                                          | Italie    | 1.HC   | Filippo Pozzato     | Katusha                                         |
| 30    | Châteauroux Classic de l'Indre                           | France    | 1.1    | Jimmy Casper        | Besson Chaussures-Sojasun                       |
| 30    | Coupe Sels                                               |           | 1.1    | Kris Boeckmans      | Silence-Lotto                                   |

### Septembre
| Date  | Course                                            | Pays        | Classe | Vainqueur                     | Équipe                       |
| ----- | ------------------------------------------------- | ----------- | ------ | ----------------------------- | ---------------------------- |
| 2-6   | Tour de Slovaquie                                 | Slovaquie   | 2.2    | Leigh Howard                  | Équipe nationale d'Australie |
| 5-13  | Tour de l'Avenir                                  | France      | 2.Ncup | Romain Sicard                 | Équipe nationale de France A |
| 6     | Grand Prix Jef Scherens                           | Belgique    | 1.1    | Sebastian Langeveld           | Rabobank                     |
| 6     | Tour de Romagne                                   | Italie      | 1.1    | Murilo Fischer                | Liquigas                     |
| 6     | Ljubljana-Zagreb                                  | Slovénie    | 1.2    | Robert Vrečer                 | Adria Mobil                  |
| 6     | Mémorial Davide Fardelli                          | Italie      | 1.2    | Manuele Boaro                 | Zalf Désirée Fior            |
| 6-13  | Tour de Bulgarie                                  | Bulgarie    | 2.2    | Ivaïlo Gabrovski              | Heraklion-Nessebar           |
| 9     | Mémorial Rik Van Steenbergen                      | Belgique    | 1.1    | Niko Eeckhout                 | An Post-Sean Kelly           |
| 12    | Paris-Bruxelles                                   | Belgique    | 1.HC   | Matthew Goss                  | Saxo Bank                    |
| 12-19 | Tour de Grande-Bretagne                           | Royaume-Uni | 2.1    | Edvald Boasson Hagen          | Columbia-HTC                 |
| 13    | Trofeo Salvatore Morucci                          | Italie      | 1.2    | Alexander Filippov            | ACS Gruppo Lupi              |
| 13    | Tour de Nuremberg                                 | Allemagne   | 1.1    | Francesco Gavazzi             | Lampre-NGC                   |
| 13    | Chrono champenois                                 | France      | 1.2    | Adriano Malori                | Lampre-NGC                   |
| 13    | Grand Prix de Fourmies                            | France      | 1.HC   | Romain Feillu                 | Agritubel                    |
| 16    | Grand Prix de Wallonie                            | Belgique    | 1.1    | Nick Nuyens                   | Rabobank                     |
| 17    | Tour of Vojvodina I                               | Serbie      | 1.2    | Matej Marin                   | Perutnina Ptuj               |
| 18    | Championnat des Flandres                          | Belgique    | 1.1    | Steven de Jongh               | Quick Step                   |
| 18    | Grand Prix de la Somme                            | France      | 1.1    | Yauheni Hutarovich            | La Française des Jeux        |
| 18    | Tour of Vojvodina II                              | Serbie      | 1.2    | Ivaïlo Gabrovski              | Heraklion-Nessebar           |
| 19    | Prague-Karlovy Vary-Prague                        | Tchéquie    | 1.2    | Danilo Hondo                  | PSK Whirlpool-Author         |
| 20    | Grand Prix d'Isbergues                            | France      | 1.1    | Benoît Vaugrenard             | La Française des Jeux        |
| 20    | Grand Prix de l'industrie et du commerce de Prato | Italie      | 1.1    | Giovanni Visconti             | ISD-Neri                     |
| 20    | Duo normand                                       | France      | 1.2    | Nikolay Trusov Artem Ovechkin | Katusha                      |
| 20    | Trofeo Gianfranco Bianchin                        | Italie      | 1.2    | Jose Bone Leon                | VC Mantovani                 |
| 23    | Omloop van het Houtland                           | Belgique    | 1.1    | Graeme Brown                  | Rabobank                     |
| 25-27 | Tour du Gévaudan Languedoc-Roussillon             | France      | 2.2    | David Rösch                   | Atlas Romer's Hausbäckerei   |
| 29    | Ruota d'Oro                                       | Italie      | 1.2    | Emanuele Moschen              | Lucchini Arvedi Unidelta     |

### Octobre
| Date | Course                    | Pays      | Classe | Vainqueur           | Équipe                  |
| ---- | ------------------------- | --------- | ------ | ------------------- | ----------------------- |
| 1-4  | Circuit franco-belge      | Belgique  | 2.1    | Tyler Farrar        | Garmin-Slipstream       |
| 2-4  | Cinturó de l'Empordà      | Espagne   | 2.2    | Francisco Ventoso   | CarmioOro-A Style       |
| 3    | Mémorial Cimurri          | Italie    | 1.1    | Filippo Pozzato     | Katusha                 |
| 3    | Münsterland Giro          | Allemagne | 1.1    | Aleksejs Saramotins | Designa Køkken          |
| 4    | Tour de Vendée            | France    | 1.1    | Pavel Brutt         | Katusha                 |
| 8    | Coppa Sabatini            | Italie    | 1.1    | Philippe Gilbert    | Silence-Lotto           |
| 8    | Paris-Bourges             | France    | 1.1    | André Greipel       | Columbia-HTC            |
| 10   | Tour d'Émilie             | Italie    | 1.HC   | Robert Gesink       | Rabobank                |
| 11   | Grand Prix Bruno Beghelli | Italie    | 1.1    | Francisco Ventoso   | CarmioOro-A Style       |
| 11   | Paris-Tours               | France    | 1.HC   | Philippe Gilbert    | Silence-Lotto           |
| 11   | Paris-Tours espoirs       | France    | 1.2U   | Mathieu Halleguen   | Côtes d'Armor           |
| 13   | Prix national de clôture  | Belgique  | 1.1    | Denis Flahaut       | Landbouwkrediet-Colnago |
| 15   | Tour du Piémont           | Italie    | 1.HC   | Philippe Gilbert    | Silence-Lotto           |

### Épreuves annulées
| Date               | Course                                 | Pays        | Classe | Cause |
| ------------------ | -------------------------------------- | ----------- | ------ | ----- |
| 30 janvier-1er fév | Tour de Sicile                         | Italie      | 2.2    |       |
| 12-15 mars         | Tour du district de Santarém           | Portugal    | 2.1    |       |
| 17-21 mars         | Tour de Galice                         | Espagne     | 2.2    |       |
| 5 avril            | Grand Prix de Rennes                   | France      | 1.1    |       |
| 9 avril            | Grand Prix Pino Cerami                 | Belgique    | 1.1    |       |
| 15-19 avril        | Tour d'Aragon                          | Espagne     | 2.1    |       |
| 19 avril           | Giro d'Oro                             | Italie      | 1.1    |       |
| 22-26 avril        | Grand Prix de Sotchi                   | Russie      | 2.2    |       |
| 26 avril-1er mai   | Giro delle Regioni                     | Italie      | 2.Ncup |       |
| 29 mai             | Velika Nagrada Ptuja                   | Slovénie    | 1.2    |       |
| 3-7 juin           | Bicyclette basque                      | Espagne     | 2.HC   |       |
| 11-19 juillet      | Wind from the East                     | Russie      | 2.2    |       |
| 12 juillet         | Ronde pévéloise                        | France      | 1.2    |       |
| 1er août           | Paar-Zeitfahren                        | Allemagne   | 1.1    |       |
| 2 août             | Trofeo Matteotti                       | Italie      | 1.1    |       |
| 18 août            | GP Artigianato di Castelfidardo        | Italie      | 1.2    |       |
| 19 août            | Trophée de la ville de Castelfidardo   | Italie      | 1.2    |       |
| 23 août            | Clasica a los Puertos                  | Espagne     | 1.1    |       |
| 27-30 août         | Szlakiem Walk Majora Hubala            | Pologne     | 2.2    |       |
| 5 septembre        | Coppa Placci                           | Saint-Marin | 1.HC   |       |
| 6 septembre        | Polymultipliée lyonnaise               | France      | 1.2    |       |
| 9-13 septembre     | Tour de Croatie                        | Croatie     | 2.2    |       |
| 12 septembre       | Classica del Garda                     | Italie      | 1.1    |       |
| 19 septembre       | Memorial Viviana Manservisi            | Italie      | 1.1    |       |
| 20 septembre       | Giro del Canavese                      | Italie      | 1.2U   |       |
| 29 septembre       | Circuit des bords flamands de l'Escaut | Belgique    | 1.1    |       |
| 3 octobre          | Piccolo Giro di Lombardia              | Italie      | 1.2    |       |
| 4 octobre          | Tour du Latium                         | Italie      | 1.HC   |       |
| 14 octobre         | Milan-Turin                            | Italie      | 1.HC   |       |

## Classements finals

### Classement individuel
L'Italien Giovanni Visconti, membre de l'équipe ISD-Neri, remporte le classement individuel. Il compte 638.2 points et a notamment remporté la Coppa Agostoni, le Trofeo Melinda et le Grand Prix de l'industrie et du commerce de Prato. Il devance le Néerlandais Kenny van Hummel et le Français Jimmy Casper. L'Espagnol Héctor Guerra, initialement huitième avec 366 points, est déclassé pour dopage.
|     | Coureur             | Pays | Pts   |
| 1.  | Giovanni Visconti   |      | 638,2 |
| 2.  | Kenny van Hummel    |      | 601   |
| 3.  | Jimmy Casper        |      | 575   |
| 4.  | Romain Feillu       |      | 488   |
| 5.  | Alessandro Petacchi |      | 469,2 |
| 6.  | David Le Lay        |      | 446   |
| 7.  | Luca Paolini        |      | 377   |
| 8.  | Héctor Guerra       |      | 366   |
| 9.  | Rubén Plaza         |      | 360   |
| 10. | Aleksejs Saramotins |      | 348   |

* : coureur de moins de 23 ans

### Classement par équipes
L'équipe française Agritubel s'impose au classement par équipes. Elle devance l'équipe néerlandaise Vacansoleil et l'équipe portugaise Liberty Seguros.
|     | Coureur                      | Pays | Pts      |
| 1.  | Agritubel                    |      | 2 088    |
| 2.  | Vacansoleil                  |      | 1 499    |
| 3.  | Liberty Seguros              |      | 1 326    |
| 4.  | Cervélo TestTeam             |      | 1 261    |
| 5.  | ISD-Neri                     |      | 1 249,79 |
| 9.  | Skil-Shimano                 |      | 1 224    |
| 7.  | Serramenti PVC Diquigiovanni |      | 1 210    |
| 8.  | Besson Chaussures-Sojasun    |      | 1 208    |
| 9.  | LPR Brakes-Farnese Vini      |      | 1 120,8  |
| 10. | Ceramica Flaminia            |      | 1 029    |

### Classements par nations
L'Italie est première du classement par nations, devant la France et l'Espagne.
| Pos. | Pays      | Pts      |
| 1.   | Italie    | 3 357,6  |
| 2.   | France    | 3 159    |
| 3.   | Espagne   | 2 259,4  |
| 4.   | Pays-Bas  | 2 114,19 |
| 5.   | Allemagne | 2 101    |
| 6.   | Slovénie  | 1 854    |
| 7.   | Belgique  | 1 805    |
| 8.   | Russie    | 1 534    |
| 9.   | Portugal  | 1 455    |
| 10.  | Pologne   | 1 297    |

| Pos. | Pays (U23)  | Pts    |
| 1.   | Belgique    | 909    |
| 2.   | France      | 872    |
| 3.   | Italie      | 819,98 |
| 4.   | Allemagne   | 818,32 |
| 5.   | Russie      | 692    |
| 6.   | Pays-Bas    | 541,59 |
| 7.   | Slovénie    | 367    |
| 8.   | Danemark    | 356    |
| 9.   | Slovaquie   | 268    |
| 10.  | Royaume-Uni | 259,2  |